# FNN参院選 みんなの選挙2016
『FNN参院選 みんなの選挙2016』（エフエヌエヌさんいんせん みんなのせんきょにせんじゅうろく）は、フジテレビ（FNN系列）で放送された、2016年（平成28年）7月10日に投開票された第24回参議院議員通常選挙の選挙特別番組。

## 概要
番組は合計4部制をとり、7月10日19:58 - 翌0:00の第1〜3部と、翌11日0:00 - 1:55（10日深夜）の第4部に分かれた。フジニュースネットワーク（FNN）26局同時ネット（テレビ大分とテレビ宮崎はNNN『ZERO×選挙2016』を放送）。
第1〜3部では『Mr.サンデー』のMCを務める宮根誠司と『みんなのニュース』のメインキャスターを務める伊藤利尋の男性2人がダブル司会を担当した。宮根は第47回衆議院議員総選挙時の『FNN衆院選2014 THE SENKYO 〜ニッポンをしゃべり倒す!〜』から2回連続での登板となった。伊藤が選挙特番のメインキャスターを務めるのは今回が初めてである。
第4部では『直撃LIVE グッディ!』MCの安藤優子と『新報道2001』キャスターの須田哲夫と『ユアタイム』キャスターの市川紗椰がMCとなり、選挙結果を踏まえて、ゲストに招いた与野党の政治家らとともに日本の未来について討論した。
安藤は第39回衆議院議員総選挙時の『スーパータイム選挙スペシャル』以来、17回連続でフジテレビ（FNN系列）の選挙特番でメインキャスターを担当してきたが、26年ぶりにゴールデンタイム・プライムタイム帯のキャスターから外れた。これは安藤が2015年3月をもって『スーパーニュース』のメインキャスターから離れ（同時期に番組自体も終了）、平日午後の情報番組『直撃LIVE グッディ!』のMCに就任したためである。ただし、第1〜3部ではスタジオの宮根と「ホウドウキョク24」の選挙特番に出演中だった安藤のクロストークが挿入された。
番組のタイトルは伊藤がメインキャスターを務める『みんなのニュース』に由来している。FNN系列の選挙特番でレギュラー番組に由来するタイトルが採用されるのは第45回衆議院議員総選挙時の『FNNスーパー選挙2009 審判の日』以来7年ぶりとなった。

## 出演者
※特記のない者はフジテレビアナウンサー

### 第1〜3部
メインキャスター
- 宮根誠司（フリーアナウンサー）
- 伊藤利尋
- 生野陽子
- 椿原慶子

ゲスト
- 伊藤惇夫（政治アナリスト）
- 藤田ニコル（タレント・ファッションモデル） - 18歳代表
- 春香クリスティーン（タレント）

VTRゲスト
- ジェイソン・デイヴィッド・ダニエルソン（お笑いタレント・IT企業役員）

ほか

### 第4部
MC
- 安藤優子（ニュースキャスター）
- 須田哲夫（フリーアナウンサー）
- 市川紗椰（タレント・ファッションモデル）

開票キャスター
- 野島卓
- 佐々木恭子

コメンテーター
- モーリー・ロバートソン（ジャーナリスト）
- 羽田圭介（作家）
- 春香クリスティーン（タレント）

ほか

## スタッフ

### 第1〜3部
- 制作統括 - 青木良樹
- チーフプロデューサー - 高田圭太
- プロデューサー - 安永英樹
- プログラムディレクター - 佐藤友紀

### 第4部
- ゼネラルプロデューサー - 三嶋唯久
- チーフプロデューサー - 上田平吉弘
- プログラムディレクター - 福井佳

### 番組全編
- 制作 - フジテレビ報道局

## 備考
地元選挙区の情報を随時挿入するため、ローカル差し替えも行なわれた。
- 関西テレビは『みんなのニュース ワンダー』をベースにした『ワンダーSP みんなの選挙2016』を第1〜3部の大半を差し替えて放送した[注 2]。
- 北海道文化放送は『みんなのテレビ』をベースにした『みんなの選挙2016 北海道』を第1〜3部の大半を差し替えて放送した（フジテレビからは議席予測、宮根と安倍首相のクロストークのみのネットとなった。このため、オープニング、エンディング、そしてほぼすべてのコーナーが差し替えられた。ただし、事前に放送された予告ではネットしていないフジテレビ発の内容も多数紹介されていたが、その後振替放送などによるネットは一切なかった。）[注 3]。また、ホウドウキョク24の選挙特番とは別に、北海道文化放送独自でサイト上のストリーミング特番『#センキョ ホッカイドウ』[2]を生放送した。
- それ以外の地域局も地元の選挙速報は、みんなのニュース#ネット状況を構成している各番組のキャスターやスタッフを地元選挙区開票速報に充てた。

- 2016年7月31日に投開票が行われた東京都知事選挙ではホウドウキョク24で『みんなの都知事選』と題し『みんなの選挙』の一部フォーマットを踏襲する形で選挙特番を放送した。（19:45 - 22:00）『みんなの選挙』を務めた伊藤が同番組の司会も担当した。